# جسر نواس
الجسر النَّوَّاس أو الجسر المتحرك أو جسر الرفع هو جسر متحرك له ثقلٌ موازنٌ يوازن باستمرار الجزء المتحرك الصاعد للسماح بحركة القوارب تحته. قد يكون ذو صفيحة مفردة أو مزدوجة.

## معرض الصور

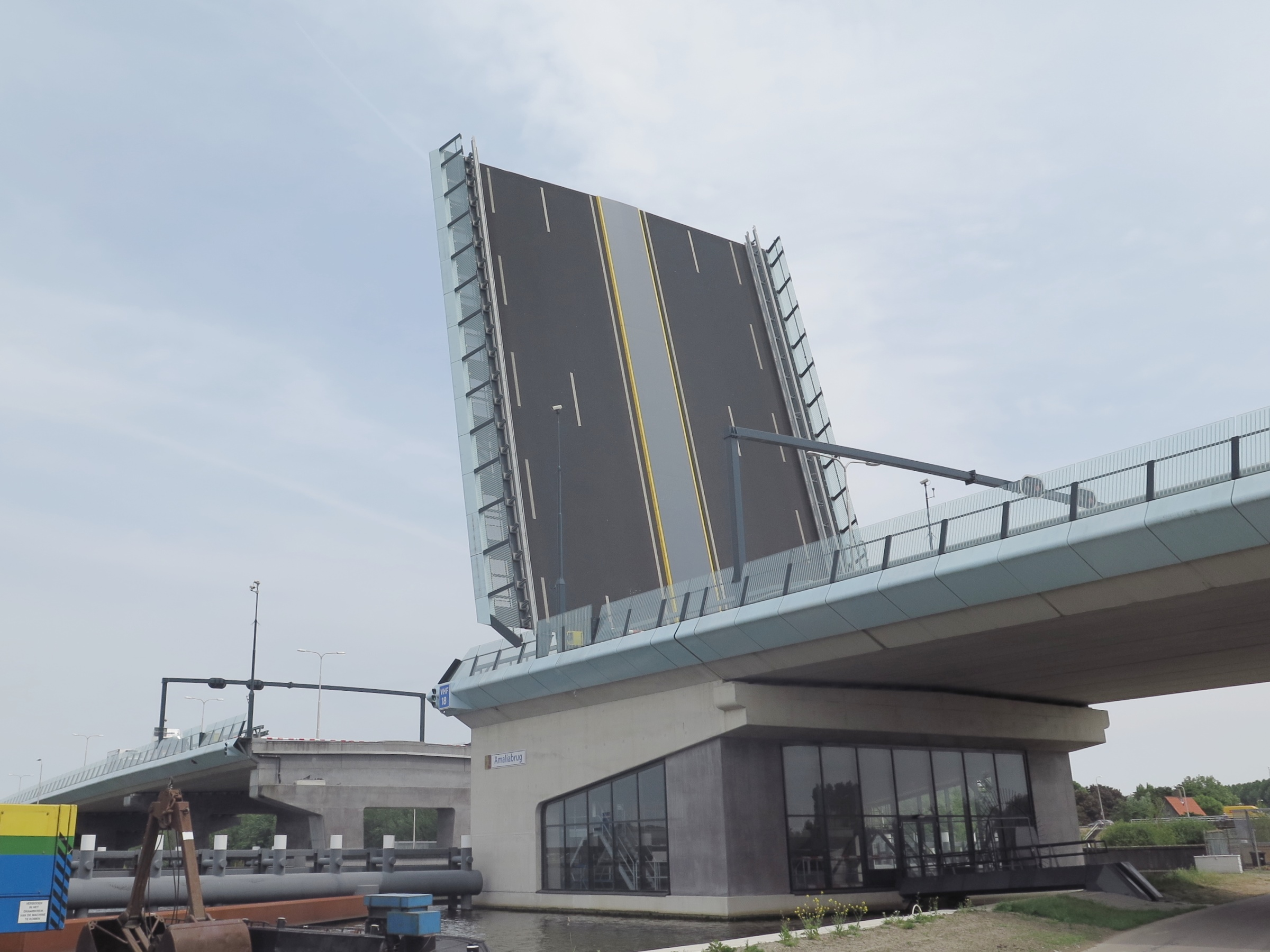
يُخفى ثقل الموازنة عادة أسفل سطح الطريق في داعمة الجسر.
رسم متحرك لجسر نوّاس ذو صفيحتين (بناءً على رسومات هندسية من جسر هنري فورد)
الرسوم المتحركة لجسر نواس ذو صفيحة واحدة